# A la deriva (pel·lícula de 2024)
A la deriva (xinès simplificat: 风流一代, literalment 'Fēngliú yīdài', en anglès: Caught by the tides) és una pel·lícula dramàtica xinesa del 2024 dirigida per Jia Zhangke i escrita per Wan Jianhuan i Zhangke, amb gravacions realitzades durant 22 anys, provinents algunes de les pel·lícules anteriors de Jia, en una barreja impressionista no lineal de ficció i no ficció. S'ha subtitulat al català.
La pel·lícula va competir per la Palma d'Or al 77è Festival Internacional de Cinema de Canes, on va ser estrenada el 18 de maig del 2024.

## Guió
L'any 2001, a la ciutat de Datong, al nord de la Xina, una dona de classe treballadora anomenada Qiao Qiao té una relació romàntica amb el seu gerent, Guao Bin, mentre s'esforça per guanyar-se la vida com a cantant, model i xica de club. Guao Bin deixa Datong per intentar guanyar-se la vida en una altra província, enviant a Qiao Qiao un missatge de text que diu que la portarà amb ella quan aconseguisca diners. Passat un temps, Qiao Qiao decideix anar a buscar-lo, passant per comunitats que estan sent desplaçades per la presa de les Tres Gorges, així com per la província de Guangdong. Mentrestant, Bin prova la seua mà en una sèrie de negocis, fins a entrar en un tracte comercial ombrívol amb un polític corrupte. Quan Qiao Qiao finalment troba Bin, ella trenca amb ell. Finalment es reuneixen a la Xina de l'era COVID, després que tots dos hagen envellit notablement.

## Producció
La decisió d'utilitzar imatges anteriors va ser provocada per la pandèmia de COVID-19, que va dificultar el rodatge. Quan Jia revisava dos dècades d'arxiu, algunes de les quals es van rodar com a experimentació amb diferents tècniques en comptes de capturar escenes específiques, es va adonar que podria reutilitzar el metratge com a material per a una nova pel·lícula.
Com a resultat, Fengliu yidai recopila 22 anys de metratge, incloent molts dels personatges i ubicacions anteriors de Jia. Com a resultat, els actors envelleixen naturalment, fet especialment important al personatge principal, Qiao Qiao, que és interpretat per l'esposa del director, l'actriu Zhao Tao. Part de la pel·lícula té lloc a Fengjie, el mateix escenari que la pel·lícula guanyadora del Lleó d'Or Still Life (2006), que també va protagonitzar Zhao Tao.
Aproximadament 10 escenes de la pel·lícula provenen de les pel·lícules anteriors de Jia. La secció final, ambientada a la Xina contemporània, es va rodar durant la pandèmia.

## Estrena
Fengliu yidai va ser seleccionada per competir per la Palma d'Or al Festival de Cannes de 2024, on va tindre lloc la seua estrena mundial el 18 de maig de 2024. La pel·lícula es va presentar al Festival Internacional de Cinema de Toronto el 5 de setembre de 2024. També va ser seleccionat a la presentació de gala al 29è Festival Internacional de Cinema de Busan i es va projectar el 5 d'octubre de 2024.
La pel·lícula es va estrenar a la Xina el 22 de novembre de 2024.

## Recepció

### Resposta crítica
A Rotten Tomatoes, la pel·lícula té una puntuació d'aprovació del 100% basada en 18 crítiques, amb una valoració mitjana de 7/10. A Metacritic, la pel·lícula té una puntuació mitjana ponderada de 80 sobre 100 basada en 9 crítiques, la qual cosa indica crítiques "generalment favorables".